# Carl Adolph Rothe
Carl Adolph Rothe (født 8. december 1767 på Tybjerggård, død 12. juli 1834 i København) var en dansk søofficer, bror til Andreas Bjørn Rothe og Christian Rothe.

## Liv og gerning
Han søn af etatsråd Tyge Jesper Rothe, blev sekondløjtnant i marinen 1783, premierløjtnant 1790, kaptajnløjtnant 1799, kaptajn 1806, kommandørkaptajn 1812, kommandør 1817 og kontreadmiral 1833.
I 1781 deltog han som kadet på togt til Vestindien med fregatten Bornholm og 1786-87 deltog i Poul Løvenørns resultatløse ekpedition til Grønland for at finde Østerbygden.

### Under Napoleonskrigene
I Slaget på Reden 2. april 1801 deltog han som chef for kavaleriprammen Nyborg (20 kanoner); af hans omkring 200 mand stærke besætning dræbtes og såredes 80; efter at han koldblodig havde udholdt ilden fra et linjeskib, tre fregatter og flere andre, og hans skib var blevet næsten synkefærdigt, kappede han tovene, tog undervejs prammen Akershus på slæbetov og styrede ind på grundt vand, hvor ganske vist begge grundstødte, men hvorved han frelste såvel skibene som deres besætninger. 1802-03 var han chef for fregatten Frederikssten på togt til Vestindien, 1807 for blokskibet Elefanten, der henhørte under Sødefensionen, 1808 næstkommanderende på linjeskibet Prins Christian Frederik under dettes kamp ved Sjællands Odde den 23. marts; efter denne kom han såret i engelsk krigsfangenskab, under hvilket han kun med nød og næppe undgik at miste den venstre arm.
Efter tilbagekomsten samme år ansattes han først som viceguvernør og senere som guvernør over Bornholm og forblev her indtil 1814, det vil sige under resten af krigsperioden. I denne væsentligst civile virksomhed har han sat sin administrationsevne et smukt minde ved de mange forbedringer, han indførte på øen, blandt hvilke særlig bør nævnes, at han regulerede skatteforholdene samt ophjalp fajancefabrikationen; ved disse og mange andre foranstaltninger erhvervede han sig beboernes tillid og hengivenhed i ualmindelig høj grad. Efter fredsslutningen udnævntes han i 1815 til ekvipagemester, men afrejste allerede det følgende år til Norge som medlem af den kommission, der skulle aflevere det til Norge bestemte marinemateriel. 

### Guvernør på De Vestindiske Øer
Som ekvipagemester vedblev han at fungere indtil 1820, da han tillige med assessor J.C. Buntzen sendtes til de dansk-vestindiske øer for der at regulere administrationsforholdene, som under generalmajor Benzon var komne en del i forfald. I 2 år blev han her ovre og var i den tid midlertidig guvernør. I 1821 havde han fået kommandørkorset.

### Fortsat karriere i Danmark
Straks efter hjemkomsten ansattes han 1822 som generaladjudant og jagtkaptajn samt nogle måneder senere som 3. militærdeputeret i Admiralitetskollegiet. I 1824 blev han kammerherre og overekvipagemester (= chef) på Holmen, i 1833 2. militærdeputeret i kollegiet, hvori han øvede en stor og gavnlig indflydelse i alle forhold, der angik marineforvaltningen.
Han døde 12. juli 1834 i København. Han er begravet på Holmens Kirkegård.
Rothe var blevet Ridder af Dannebrogordenen 1809, Dannebrogsmand 1812 og fik Kommandørkorset 1821. Han blev kammerherre 1824.

## Betydning
Han var en stort anlagt karakter, selvstændig, koldblodig og bestemt. Under hans noget kolde og overlegne væsen skjulte der sig dog et varmt hjerte og megen omtanke, hvilket blandt andet gav sig et smukt udslag efter kampen ved Sjællands Odde, hvor han, skjønt hårdt såret, straks tænkte på og lod bringe hjælp til en forglemt og såret skibsfælle. I Marinen nød han megen agtelse for sin dygtighed og retsindighed; tillige frygtede man ham på grund af den strenghed, hvormed han fordrede tjenesten udført af underordnede.

## Familie
Han blev den 12. januar 1811 gift med Benedicte Ulfsparre de Tuxen (født i Helsingør 2. juni 1790, død 21. maj 1877), datter af admiralitets- og generalitetskommissær Louis de Tuxen (f. 1748 d. 1828) og Charlotte Elisabeth født v. Klingfeldt (født 1755, død 1819).